# Danail Petrov
Danail Andonov Petrov (nascido em 5 de fevereiro de 1978, em Kazanluk) é um ciclista búlgaro. Atualmente, compete para a equipe Caja Rural.